# Gradiente inclinado
Na matemática, um gradiente inclinado de uma função harmônica sobre um domínio simplesmente conectado com duas dimensões reais é um campo vetorial ortogonal em todo lugar ao gradiente da função e que tem a mesma magnitude que o gradiente. 

## Definição
O gradiente de inclinação pode ser definido usando análises complexas e as equações de Cauchy-Riemann . 
Deixei {\displaystyle f(z(x,y))=u(x,y)+iv(x,y)} ser uma função analítica de valor complexo, em que {\textstyle u,v}  são funções escalares de valor real das variáveis reais   {\displaystyle x,y}. 
Um gradiente de inclinação é definido como: 
{\displaystyle \nabla ^{\perp }u(x,y)=\nabla v(x,y)}
e das equações de Cauchy-Riemann, é possível deduzir que 
{\displaystyle \nabla ^{\perp }u(x,y)=\left(-{\frac {\partial u}{\partial y}},{\frac {\partial u}{\partial x}}\right)}

## Propriedades
O gradiente de inclinação tem duas propriedades interessantes. Está em toda parte ortogonal ao gradiente de {\displaystyle u}  e com o mesmo comprimento: 
{\displaystyle \nabla u(x,y)\cdot \nabla ^{\perp }u(x,y)=0,\rVert \nabla u\rVert =\rVert \nabla ^{\perp }u\rVert }